# Mesanusia speciosa
Mesanusia speciosa är en stekelart som beskrevs av Girault 1932. Mesanusia speciosa ingår i släktet Mesanusia och familjen sköldlussteklar. Inga underarter finns listade i Catalogue of Life.